# زجخووا
زجخووا (به لهستانی:  Zdziechowa) یک منطقهٔ مسکونی در لهستان است که در گمینا گنگزنو واقع شده‌است. زجخووا ۷۵۰ نفر جمعیت دارد.